# Repo Man
Repo Man is een Amerikaanse sciencefiction komediecultfilm uit 1984, geregisseerd door Alex Cox. De hoofdrollen worden gespeeld door Emilio Estevez en Harry Dean Stanton. De soundtrack is een staalkaart van de late punkbeweging.

## Inhoud
Als Otto Maddox (Emilio Estevez), een jonge punkrocker uit Los Angeles, zijn baan verliest, vervolgens ontdekt dat zijn vriendin vreemdgaat met zijn beste vriend, en tot slot constateert dat zijn hippie-ouders al het spaargeld aan een televangelist hebben gegeven, neemt hij - ten einde raad - een betrekking aan als "repo man": hij neemt niet afbetaalde auto's in. Zijn aanvankelijke scepsis verdwijnt als hij ontdekt dat "life of a repo man is always intense": hij geniet van drugs, autoachtervolgingen en een alleszins riant salaris.
De belangrijkste "buit" waarop Otto, zijn vriend Bud (Harry Dean Stanton) en enkele concurrenten jagen is een twintig jaar oude Chevrolet Malibu uit New Mexico waarop een enorme prijs staat. Ook een mysterieuze vrouw, Leila (Olivia Barash) en CIA-agent Rogersz (Susan Barnes) zijn hiernaar op jacht. De inhoud van de achterbak blijkt uiteindelijk alle energie dubbel en dwars waard.

## Rolverdeling
| Acteur             | Personage                 |
| ------------------ | ------------------------- |
| Harry Dean Stanton | Bud                       |
| Emilio Estevez     | Otto Maddox               |
| Tracey Walter      | Miller                    |
| Olivia Barash      | Leila                     |
| Sy Richardson      | Lite                      |
| Vonetta McGee      | Marlene                   |
| Richard Foronjy    | Otto Plettschner          |
| Susan Barnes       | Agent Rogersz             |
| Fox Harris         | J. Frank Parnell          |
| Tom Finnegan       | Oly                       |
| Del Zamora         | Lagarto Rodriguez         |
| Eddie Velez        | Napoleon "Napo" Rodriguez |
| Zander Schloss     | Kevin                     |
| Jennifer Balgobin  | Debbi                     |
| Dick Rude          | Duke                      |
| Miguel Sandoval    | Archie                    |
| Helen Martin       | Mrs. Parks                |
| The Circle Jerks   | muziekband                |

## Soundtrack
De soundtrack van de speelfilm genoot enige bekendheid omdat het een samenvatting bleek van de late punk. De muziek was van onder meer Black Flag, de Circle Jerks, Suicidal Tendencies en Iggy Pop; twee leden van The Plugz waren ook betrokken bij de eigenlijke filmscore.

## Ontvangst
Repo Man gold als een van de beste films van 1984 en betekende de doorbraak van Alex Cox, die hierna een andere film over de punkbeweging maakte, Sid & Nancy.